# أبرو (مباركة)
أبرو هي قرية في مقاطعة مباركة، إيران. يقدر عدد سكانها بـ 344 نسمة بحسب إحصاء 2016.